# Milove (Lugansk)
Milove (en ucraniano: Мілове; en ruso: Меловое, romanizado: Melovoye) es un pueblo ucraniano perteneciente al óblast de Lugansk. Situado en el noreste del país, forma parte del raión de Starobilsk y centro del municipio (hromada) de Milove. Milove es la localidad más al este en Ucrania, adyacente a Chertkovo.
El pueblo se encuentra ocupado por Rusia desde el 24 de febrero de 2022, siendo administrado como parte de la de facto República Popular de Lugansk.

## Toponimia
El nombre del asentamiento proviene del nombre del río Milova, que pasa por el asentamiento.

## Geografía
Milove está 140 km al norte de Lugansk.

## Historia
Milove se mencionó por primera vez en 1872 como jútor, siendo un pequeño asentamiento en la gobernación de Járkov del Imperio ruso en la línea férrea Vorónezh-Rostov.
En enero de 1918, el poder soviético se estableció aquí, pero a fines de abril de 1918, el pueblo fue ocupado por tropas austro-alemanas, que volaron las vías del tren y permanecieron aquí hasta noviembre de 1918. Posteriormente, durante la guerra civil rusa, el poder en esta zona cambió varias veces hasta que el 19 de diciembre de 1919 se restableció el poder soviético.Milove fue centro del raión homónimo desde 1924, lo que contribuyó al desarrollo del pueblo; además tiene el estatus de asentamiento de tipo urbano desde 1938. En el Holodomor (1932-1933) 164 personas murieron en el pueblo.
Durante la Segunda Guerra Mundial, Milove estuvo bajo ocupación alemana desde julio de 1942 hasta enero de 1943. Más tarde, fue un bastión soviético durante la batalla de Kursk.
En 1972, en memoria de la liberación de la ocupación alemana, se inauguró aquí un museo de la historia de la liberación del pueblo de los invasores fascistas y se erigió un monumento "Ucrania a los Libertadores". En 1973 funcionaba aquí una almazara, una escuela técnica veterinaria y un museo de historia local.
Después de la declaración de independencia de Ucrania, Milove terminó en la frontera con Rusia y aquí se equipó el puesto de aduanas de Milove, que se encuentra en el área de responsabilidad del destacamento fronterizo de Lugansk. Los asentamientos de Milove (Ucrania) y Chertkovo (Rusia) están separados por la calle Amistad de los Pueblos, de unos tres kilómetros de largo, que también es una frontera estatal. La frontera estaba abierta de facto, rusos y ucranianos se visitaban al menos todos los días.
Cuando estalló la guerra del Dombás, Milove no se vio muy afectada por la guerra que asoló gran parte de la región. Sin embargo, el 12 de noviembre de 2014, una oficina de la guardia fronteriza de Ucrania recibió un disparo con un lanzagranadas sin dejar víctimas. Las tensiones políticas llevaron a la instalación de cámaras de seguridad en el lado ruso de la frontera y a la construcción de una valla en el lado ucraniano de la frontera. El 27 de noviembre de 2015, dos militares rusos fueron detenidos en la ciudad y luego devueltos a las autoridades rusas. En septiembre de 2018, se erigió una cerca de alambre de púas en medio de la calle Amistad de los Pueblos, todos los pasos libres fueron bloqueados. El 8 de mayo de 2020, durante la conmemoración del 75 aniversario del fin de la Segunda Guerra Mundial en Europa, el presidente Volodímir Zelenski visitó la localidad de Milove.
Hasta el 18 de julio de 2020, Milove fue el centro del raión de Milove. El raión fue abolido en julio de 2020 como parte de la reforma administrativa de Ucrania, que redujo el número de raiones del óblast de Lugansk a siete. El territorio del raión de Milove se fusionó con el raión de Starobilsk.En 2023, Milove perdió el estatus de asentamiento de tipo urbano en la legislación ucraniana debido a la eliminación de este estatus administrativo.
Milove fue ocupado por las fuerzas rusas el 24 de febrero de 2022 durante la invasión rusa de Ucrania.

## Demografía
La evolución de la población de Milove entre 1959 y 2022 fue la siguiente:
| 4809                                                          | 4592 | 5159 | 5444 | 5921 | 5627 | 5975 | 5840 | 5810 | 5680 |
| (Fuente: Cities & Towns of Ukraine y UKRAINE: Größere Städte) |      |      |      |      |      |      |      |      |      |

Según el censo de 2001, la lengua materna de la mayoría de los habitantes, el 57,73%, es el ucraniano; del 40,06% es el ruso; 1,5% es el armenio.

## Infraestructura

### Transporte
Por Milove pasa la carretera local T-13-07. La estación de trenes se solía encontrar en Chertkovo, en el lado ruso de la frontera.

## Personas ilustres
- Yuri Harbuz (1971): político ucraniano que fue gobernador del óblast de Lugansk bajo Petró Poroshenko.
- Denís Garmash (1990): futbolista ucraniano que jugó en el F.C. Dinamo de Kiev.

## Galería

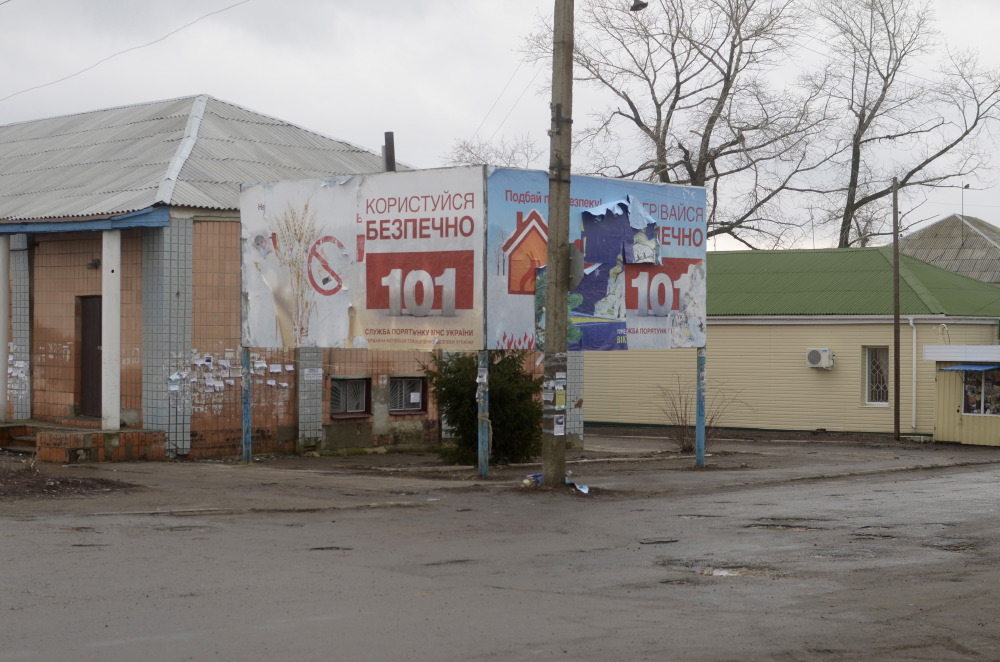
Calles de Milove
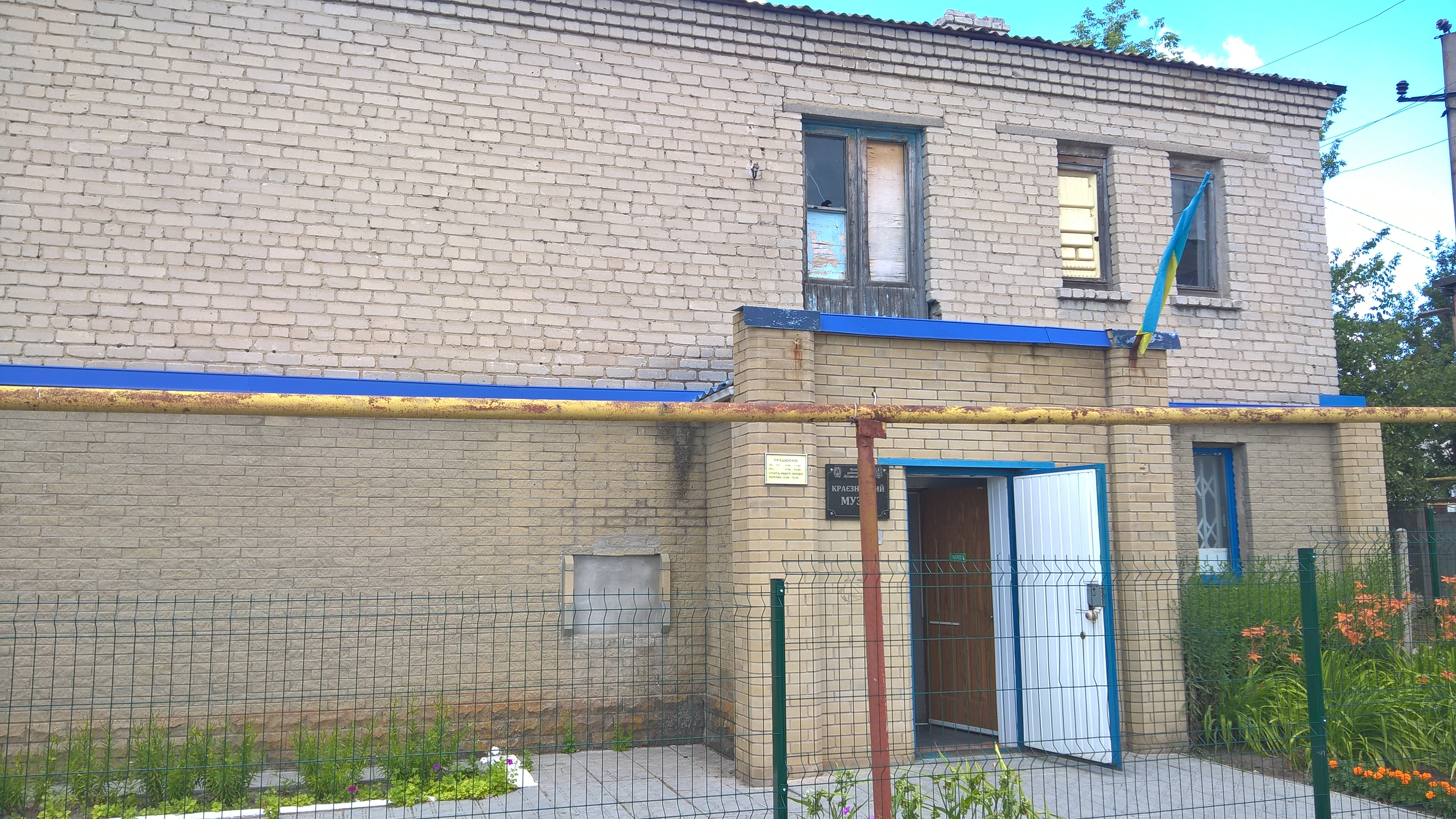
Museo local de Milove
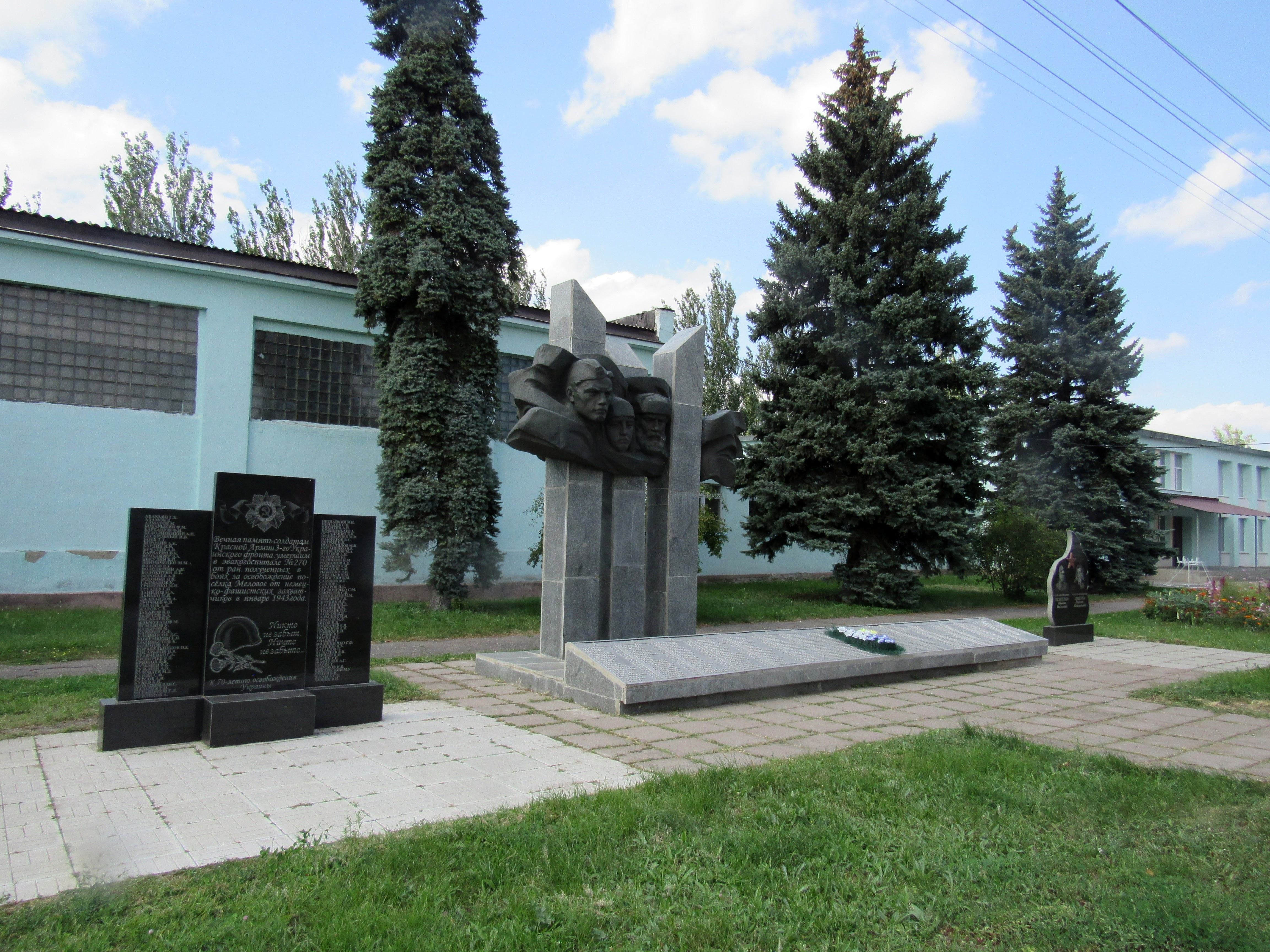
Plaza central de Milove

## Ciudades hermanadas
Milove está hermanada con las siguientes ciudades:
- Chop, Ucrania.